# Гарріетстаун (Нью-Йорк)
Гарріетстаун (англ. Harrietstown) — місто (англ. town) в США, в окрузі Франклін штату Нью-Йорк. Населення — 5254 особи (2020).

## Демографія
Згідно з переписом 2010 року, у місті мешкало 5709 осіб у 2626 домогосподарствах у складі 1374 родин. Було 3521 помешкання
Расовий склад населення:
| - 95,4 % — білих - 1,3 % — чорних або афроамериканців - 0,8 % — азіатів - 0,6 % — корінних американців |

До двох чи більше рас належало 1,8 %. Частка іспаномовних становила 1,6 % від усіх жителів.
За віковим діапазоном населення розподілялося таким чином: 19,7 % — особи молодші 18 років, 66,8 % — особи у віці 18—64 років, 13,5 % — особи у віці 65 років та старші. Медіана віку мешканця становила 41,2 року. На 100 осіб жіночої статі у місті припадало 103,9 чоловіків;  на 100 жінок у віці від 18 років та старших — 101,3 чоловіків також старших 18 років.
Середній дохід на одне домашнє господарство  становив 69 531 долар США (медіана — 52 629), а середній дохід на одну сім'ю — 87 608 доларів (медіана — 75 496). Медіана доходів становила 45 733 долари для чоловіків та 36 298 доларів для жінок. За межею бідності перебувало 19,4 % осіб, у тому числі 38,7 % дітей у віці до 18 років та 5,8 % осіб у віці 65 років та старших.
Цивільне працевлаштоване населення становило 2563 особи. Основні галузі зайнятості: освіта, охорона здоров'я та соціальна допомога — 31,1 %, роздрібна торгівля — 15,8 %, мистецтво, розваги та відпочинок — 12,4 %, науковці, спеціалісти, менеджери — 11,4 %.